# Господарський процесуальний кодекс України
Господа́рський процесуа́льний ко́декс Украї́ни (до 2001 р. Арбітра́жний процесуальний кодекс України) — кодифікований акт у галузі господарського процесуального права, основне джерело судочинства в господарських справах та справах про банкрутство.
Один з найстаріших українських кодексів (і найстаріший процесуальний) — прийнятий Верховною Радою України 6 листопада 1991 року, уведений в дію з 1 березня 1992 року. Він надав можливість забезпечити реалізацію передбачених Законом України «Про арбітражний суд» [Архівовано 8 лютого 2017 у Wayback Machine.] принципів арбітражного судочинства, визначив підсудність спорів арбітражним судам, чітко окреслив процесуальні права та обов'язки учасників арбітражного процесу, регламентував порядок розгляду спорів, винесення рішень у них, перевірки їх законності.
ГПК увібрав у собі всю історію реформування господарських відносин незалежної України — станом на 22 грудня 2017 р. до нього внесено 76 змін. Шість разів Конституційний Суд України перевіряв його на відповідність Конституції України і жодного положення не визнав неконституційним.
З розвитком господарських відносин, практики і потреб судочинства зростав і об'єм кодексу — від 76 280 знаків на момент прийняття до 172 000 знаків станом на 3 жовтня 2012 р. У новій редакції після 15 грудня 2017 р. кодекс містить 429 930 знаків, а кількість статей зросла зі 181 до 371. Для порівняння: Положення про порядок вирішення майнових спорів між державними установами й організаціями(рос.) від 21 вересня 1922 р. містило 5780 знаків, а регулювало фактично ті самі відносини.

## Структура кодексу
У новій редакції ГПК складається з 371 статті, що послідовно об'єднані у параграфи, глави та розділи, а також прикінцевих і перехідних положень.
- Розділ I. ЗАГАЛЬНІ ПОЛОЖЕННЯ
  - Глава 1. Основні положення
  - Глава 2. Юрисдикція
    - § 1. Предметна та суб'єктна юрисдикція господарських судів
    - § 2. Інстанційна юрисдикція
    - § 3. Територіальна юрисдикція (підсудність)

  - Глава 3. Склад суду. Відводи
  - Глава 4. Учасники судового процесу
    - § 1. Учасники справи
    - § 2. Представники
    - § 3. Інші учасники судового процесу

  - Глава 5. Докази та доказування
    - § 1. Основні положення про докази
    - § 2. Показання свідків
    - § 3. Письмові докази
    - § 4. Речові докази
    - § 5. Електронні докази
    - § 6. Висновок експерта
    - § 7. Висновок експерта у галузі права
    - § 8. Забезпечення доказів

  - Глава 6. Процесуальні строки
  - Глава 7. Судові виклики і повідомлення
  - Глава 8. Судові витрати
  - Глава 9. Заходи процесуального примусу
  - Глава 10. Забезпечення позову
- Розділ II. НАКАЗНЕ ПРОВАДЖЕННЯ
- Розділ III. ПОЗОВНЕ ПРОВАДЖЕННЯ
  - Глава 1. Письмові заяви учасників справи
    - § 1. Заяви по суті справи
    - § 2. Заяви з процесуальних питань

  - Глава 2. Відкриття провадження у справі
  - Глава 3. Підготовче провадження
  - Глава 4. Врегулювання спору за участю судді
  - Глава 5. Відмова позивача від позову. Мирова угода сторін
  - Глава 6. Розгляд справи по суті
    - § 1. Загальні положення
    - § 2. Відкриття розгляду справи по суті
    - § 3. З'ясування обставин справи та дослідження доказів
    - § 4. Судові дебати та ухвалення рішення

  - Глава 7. Фіксування судового процесу
  - Глава 8. Залишення позову без розгляду. Зупинення і закриття провадження у справі
  - Глава 9. Судові рішення
  - Глава 10. Розгляд справ у порядку спрощеного позовного провадження
- Розділ IV. ПЕРЕГЛЯД СУДОВИХ РІШЕНЬ
  - Глава 1. Апеляційне провадження
    - § 1. Апеляційна скарга
    - § 2. Відкриття апеляційного провадження
    - § 3. Апеляційний розгляд

  - Глава 2. Касаційне провадження
    - § 1. Касаційна скарга
    - § 2. Відкриття касаційного провадження
    - § 3. Касаційний розгляд

  - Глава 3. Перегляд судових рішень за нововиявленими або виключними обставинами
- Розділ V. ПРОЦЕСУАЛЬНІ ПИТАННЯ, ПОВ'ЯЗАНІ З ВИКОНАННЯМ СУДОВИХ РІШЕНЬ У ГОСПОДАРСЬКИХ СПРАВАХ
- Розділ VI. СУДОВИЙ КОНТРОЛЬ ЗА ВИКОНАННЯМ СУДОВИХ РІШЕНЬ
- Розділ VII. ПРОВАДЖЕННЯ У СПРАВАХ ПРО ОСКАРЖЕННЯ РІШЕНЬ ТРЕТЕЙСЬКИХ СУДІВ ТА ПРО ВИДАЧУ НАКАЗІВ НА ПРИМУСОВЕ ВИКОНАННЯ РІШЕНЬ ТРЕТЕЙСЬКИХ СУДІВ
  - Глава 1. Оскарження рішення третейського суду
  - Глава 2. Видача наказу на примусове виконання рішення третейського суду
- Розділ VIII. ВІДНОВЛЕННЯ ГОСПОДАРСЬКИМ СУДОМ ВТРАЧЕНОГО СУДОВОГО ПРОВАДЖЕННЯ
- Розділ IX. ПРОВАДЖЕННЯ У СПРАВАХ ЗА УЧАСТЮ ІНОЗЕМНИХ ОСІБ
- Розділ X. ПРИКІНЦЕВІ ПОЛОЖЕННЯ
- Розділ XI. ПЕРЕХІДНІ ПОЛОЖЕННЯ.

## Рішення Конституційного Суду України у справах з перевірки і тлумачення ГПК
1. Рішення Конституційного Суду України у справі за конституційним поданням Президента України щодо відповідності Конституції України (конституційності) пункту 1 статті 14 Арбітражного процесуального кодексу України (справа про підсудність спорів Вищому арбітражному суду України) від 1 жовтня 1998 року № 13-рп/98 (Справа № 1-7/98) [Архівовано 29 жовтня 2012 у Wayback Machine.];
2. Рішення Конституційного Суду України у справі за конституційними поданнями Вищого арбітражного суду України та Генеральної прокуратури України щодо офіційного тлумачення положень статті 2 Арбітражного процесуального кодексу України (справа про представництво прокуратурою України інтересів держави в арбітражному суді) від 8 квітня 1999 року № 3-рп/99 (Справа № 1-1/99) [Архівовано 14 жовтня 2012 у Wayback Machine.];
3. Рішення Конституційного Суду України у справі за конституційним зверненням відкритого акціонерного товариства «Концерн Стирол» щодо офіційного тлумачення положення абзацу першого пункту 1 частини першої статті 12 Господарського процесуального кодексу України (справа про оспорювання актів у господарському суді) від 2 липня 2002 року № 13-рп/2002 (Справа № 1-8/2002) [Архівовано 14 грудня 2017 у Wayback Machine.];
4. Рішення Конституційного Суду України у справі за конституційним зверненням товариства з обмеженою відповідальністю «Пріма-Сервіс» ЛТД щодо офіційного тлумачення положення пункту 7 частини третьої статті 129 Конституції України та за конституційним поданням 54 народних депутатів України щодо відповідності Конституції України (конституційності) окремих положень частини шостої статті 12, частини першої статті 41 Кодексу адміністративного судочинства України, частини другої статті 197 Цивільного процесуального кодексу України, а також частини восьмої статті 81-1 Господарського процесуального кодексу України (справа про фіксування судового процесу технічними засобами) від 8 грудня 2011 року № 16-рп/2011 (Справа № 1-19/2011) [Архівовано 23 жовтня 2012 у Wayback Machine.];
5. Рішення Конституційного Суду України у справі за конституційним поданням 54 народних депутатів України щодо відповідності Конституції України (конституційності) окремих положень Закону України «Про судоустрій і статус суддів», Кримінально-процесуального кодексу України, Господарського процесуального кодексу України, Цивільного процесуального кодексу України, Кодексу адміністративного судочинства України від 13 грудня 2011 року № 17-рп/2011 (Справа № 1-9/2011) [Архівовано 14 грудня 2012 у Wayback Machine.];
6. Рішення Конституційного Суду України у справі за конституційним зверненням громадянина Шаповалова Олексія Леонідовича щодо офіційного тлумачення положень пункту 20 частини першої статті 106, частини першої статті 11113 Господарського процесуального кодексу України у взаємозв'язку з положеннями пунктів 2, 8 частини третьої статті 129 Конституції України від 25 квітня 2012 року № 11-рп/2012 [Архівовано 29 жовтня 2012 у Wayback Machine.].

## Науково-практичні коментарі
- Науково-практичний коментар Господарського процесуального кодексу України / за ред. О. І. Харитонової. — К.: Істина, 2008. — 282 с.
- Беляневич В. Е. Господарський процесуальний кодекс України: (із змінами і допов. станом на 1 серпня 2007 р.): Наук.-практ. комент. — Видання третє. — К.: Видавництво «Юстініан», 2008. — 872 с.
- Господарський процесуальний кодекс України. Науково-практичний коментар. Станом на 03.09.2012 р. / Мельник П. В. — К.: Центр учбової літератури, 2012. — 364 с. — ISBN 978-611-01-0398-5.
- Науково-практичний коментар Господарського процесуального кодексу України [Архівовано 5 березня 2016 у Wayback Machine.] / за ред. Притики Ю. Д. — К.: Центр учбової літератури, 2011.
- Ясинок М.М. Господарський процесуальний кодекс України. Науково-практичний коментар. — К. : Алерта, 2018. — 500 с. — ISBN 978-617-566-509-1.